# NGC 342
NGC 342 é uma galáxia elíptica (E) localizada na direcção da constelação de Cetus. Possui uma declinação de -06° 46' 20" e uma ascensão recta de 1 horas, 00 minutos e 49,8 segundos.
A galáxia NGC 342 foi descoberta em 27 de Setembro de 1864 por Albert Marth.